# 秦日纲
秦日纲（1821年—1856年），广西贵县人，太平天国将领，初封顶天侯，中期获封燕王，后因事降为顶天燕（燕爵后来成为太平天国爵位之一）。秦日綱本名秦日昌，因避北王韋昌輝諱而改名日綱。在1856年的“天京之變”中，秦日綱參與北王誅殺東王楊秀清的行動，後來被天王洪秀全處死。秦軍事傳人為李秀成與陳玉成。

## 生平
秦日綱在早年加入拜上帝会，1851年参加金田起义，永安建制时任天官正丞相。1853年秦被封顶天侯，代翼王石达开驻安庆。次年5月封燕王，率军援救北伐军，至舒城折回。因武昌、汉阳失守，秦到田家镇督師，12月被湘军击破，退回安徽。
1855年秦日綱在廣濟擊败湖广总督杨霈，攻克武昌、汉阳。
1856年3月，秦日綱率军援镇江，4月陷揚州（同月被清軍奪回），6月初擊敗清江蘇巡撫吉爾杭阿軍，吉爾杭阿陣亡（一說自殺）。秦日綱隨後參與一破江南大營之役，7月围丹阳受挫，降为顶天燕。
1856年9月發生“天京事變”，秦日綱受天王洪秀全密旨，与北王韦昌辉诛杀东王杨秀清，可是其後秦卻聯同北王繼續濫殺東王餘下部屬及其家人，更被迫追随北王血洗翼王府。翼王石達開逃出天京後，北王派秦日綱帶兵追捕，秦日綱見天京以外的太平軍大多支持翼王，只好放棄追捕，改為攻擊清軍。北王韋昌輝被殺後，在翼王要求下，秦日綱最後仍被天王處死，并革除爵位。

## 影視形象
- 無綫電視1988年電視劇《太平天國》由郭富城飾演秦日綱。
- 香港著名導演陳可辛的電影《投名狀》（The Warlords）有描述秦日綱北伐至舒城的戰爭場面。